# 震旦报 (日报)
震旦报（L'Aurore）是一份法国报纸，1943年，前人民阵线成员罗伯特·拉祖里克秘密出版了几期震旦报。1944年解放巴黎後，震旦报于當年9月11日首次发行。它的名字來源自1897年出版的一份同名報紙。该报於1985年停止出版。